# Mischocyttarus dimorphus
Mischocyttarus dimorphus är en getingart som beskrevs av Zikan 1949. Mischocyttarus dimorphus ingår i släktet Mischocyttarus och familjen getingar. Inga underarter finns listade i Catalogue of Life.